# 山口孤剣
山口 孤剣（やまぐち こけん、本名：山口 義三〈やまぐち よしぞう〉、1883年〈明治16年〉4月19日 - 1920年〈大正9年〉9月2日）は、日本の新聞・雑誌記者、評論家、社会運動家。

## 来歴
山口県赤間関区豊前田町（現在の下関市）に、呉服商の父福田伊助、母チヨの三男として生まれる。出生当時の名前は、福田義三。
東京政治学校（松本君平が1898年に開いた私塾）に学び在学中にキリスト教の洗礼を受けるが、松原岩五郎『最暗黒の東京』を一読したことを契機として社会問題に関心を持ち平民社に参加。1904年に勃発した日露戦争に反対を唱え、週刊『平民新聞』や社会主義の書籍を赤い荷車に積んで小田頼造とともに東京から九州を目指して行商に出かける。しかし途中で健康を損ね山口は故郷の下関で静養、後事を小田に託すが東京市電の運賃値上げ反対事件に関わったとして兇徒聚衆罪で投獄される。1908年に一旦出獄するものの、彼の出獄歓迎会が発端となり赤旗事件が勃発した。杉山茂丸が出資する週刊誌『サンデー』で同僚だった白柳秀湖とともに出獄した堺利彦に最初の売文の仕事を与えており、これがもとで設立された堺主宰の売文社に拠って評論家となり、『日本社会主義運動史』を執筆。
1907年3月27日の『平民新聞』に「父母を蹴れ」を発表して家族主義道徳を攻撃し、起訴され、4月13日、石川三四郎禁錮6か月、山口禁錮3か月、新聞は発行禁止の判決をいいわたされた。
夫人の故郷・宇和島にて腎臓病で死去した。
代表作に、『破帝国主義論』（鉄鞭社、1903年12月）がある。

## 著書
- 『破帝国主義論』鉄鞭社 1903
- 『社会主義と婦人』平民社 1905
- 『明治百傑伝 第1編』洛陽堂 1911
- 『東都新繁昌記』京華堂書店ほか 1918　大空社、1992　竜渓書舎 1992
- 『階級闘争史論』大鐙閣 レツド・カヴア叢書 1920